# Лиса Еванс
Лиса Кетрин Еванс (енгл. Lisa Catherine Evans; 21. мај 1992) професионална је шкотска фудбалерка. Тренутно наступа за Вест Хем јунајтед и за репрезентацију Шкотске. Може да игра на више позиција: крила, класичног нападача и десног или левог бека.

## Клупска каријера
У августу 2008. године придружила се Глазгов Ситију за који је првобитно играла у резервном тиму док је наредне године дебитовала за први тим. Освојила је четири везане титуле првака Шкотске са клубом.
У фебруару 2012. године је потписала уговор са Турбине Потсдамом. Три године касније је прешла у још један немачки клуб, Бајерн Минхен.
Дана 29. јуна 2017. године је заиграла за Арсенал.

## Репрезентативна каријера
За репрезентацију Шкотске дебитовала је 2011. године против Велса, а први гол је постигла четири месеца касније на пријатељској утакмици против Северне Ирске.

## Приватни живот
Њена бивша партнерка је Вивијане Мидема, бивша саиграчица из Арсенала.

## Успеси
Глазгов Сити
- Премијер лига Шкотске: 2009, 2010, 2011, 2012.
- Шкотски куп: 2009, 2011, 2012.
- Шкотски лига куп: 2009, 2012.

Бајерн Минхен
- Бундеслига: 2015/16.

Арсенал
- Суперлига Енглеске: 2018/19.
- Енглески лига куп: 2018.